# Yendi (distrikt)
Yendi är ett distrikt i Ghana.   Det ligger i regionen Norra regionen, i den nordöstra delen av landet, 400 km norr om huvudstaden Accra. Antalet invånare är 137 845. Arean är 4 230 kvadratkilometer.
Terrängen i Yendi är platt.
Följande samhällen finns i Yendi:
- Yendi